# Arisztid (Marvel Comics)
Arisztid egy kitalált szereplő, szupergonosztevő a Marvel Comics képregényeiben. A szereplőt Chris Claremont és John Byrne alkotta meg. Első megjelenése a Marvel Team-Up 65. számában volt, 1978 januárjában.
Arisztid egy igen jómódú, magas intelligenciával rendelkező bérgyilkos. Áldozataival leginkább vidámparkra emlékeztető díszletek között, melyet Gyilkolászdának nevez, csapdákkal és robotokkal végez. Arisztid szinte már a Marvel összes szuperhősével megütközött, de egyikükkel sem sikerült végeznie. Stílusában igen hasonlít a DC Comics egyik gonosztevőjére, a Jokerre, Batman ősellenségére.

## A kitalált karakter története
Arisztidről igen keveset tudni és az sem kellőképpen hiteles, hiszen az információk az érintett beszámolóiból származnak- márpedig Arisztid ha a játék úgy diktálja nem riad vissza a füllentéstől. Az egyik ilyen beszámoló szerint Arisztid egy milliomoscsalád elkényeztetett sarja, a Beverly Hills-en, Kaliforniában született, és aki azért gyilkolta meg apját, mert az ki akarta tagadni a léha fiút a vagyonából.
Ekkor fedezte fel magában a "tehetséget" és az "elhivatottságot" amelyek segítségével rövid idő alatt az Egyesült Államok (saját véleménye szerint) első számú bérgyilkosává "nőtte ki magát".
Hamar belefáradt azonban a gyilkolás hagyományos módszereibe, ezért hatalmas vagyona segítségével létrehozta az első "Gyilkolászdát", amely nem más mint egy igen magas technológiai színvonalú, gyilkos csapdákkal zsúfolt… vidámpark.
Ettől a pillanattól kezdve Arisztid tevékenysége elég nagy pontossággal nyomon követhető. Áldozatait immár kizárólag a Gyilkolászda valamelyikében öli meg, ahol a csapdákat mindig személyre szabta, a leendő áldozat gyenge pontjainak figyelembevételével hozza létre.
Arisztid szokásos tiszteletdíja egymillió dollár, ám ez az összeg jelképes, hiszen nem egy esetben még a költségeit sem fedezi. Arisztid számára nem a pénz, hanem a játék izgalma a fontos.
Állandó segítőtársai Miss Locke és Mr. Chambers.

## Képességei
Arisztid nem rendelkezik emberfeletti képességekkel. Testi ereje teljesen átlagos, IQ-szintje azonban zsenire vall. Természetadta készséggel rendelkezik a géptan, az építészet és az alkalmazott ismeretek terén, és ezen készségét páratlan ügyességgel állítja aljas céljai érdekébe egy-egy újabb Gyilkolászda megépítéséhez.